# Hamburg Masters 2004
L'Hamburg Masters 2004 è stato un torneo di tennis giocato sulla terra rossa. È stata la 98ª edizione dell'Hamburg Masters, che fa parte della categoria ATP Masters Series nell'ambito dell'ATP Tour 2004. Si è giocato al Rothenbaum Tennis Center di Amburgo in Germania, dal 10 al 17 maggio 2004.

## Campioni

### Singolare
Roger Federer ha battuto in finale  Guillermo Coria con il punteggio di 4–6, 6–4, 6–2, 6–3.

### Doppio
Wayne Black /  Kevin Ullyett hanno battuto in finale  Bob Bryan /  Mike Bryan con il punteggio di 4–6, 7–6(2), 7–6(3).